# North Cornwall
North Cornwall (korn. Kernow Kledh) – dawny dystrykt w Anglii, w hrabstwie Kornwalia, istniejący w latach 1974-2009. Centrum administracyjnym było Wadebridge.
Liczba ludności dystryktu wynosiła 83 500 osób a gęstość zaludnienia – 71 osób na km².
Od kwietnia 2009 roku Kornwalia uzyskała status unitary authority, co oznacza, że zniknął podział na dystrykty i wszystkie funkcje przejął scentralizowany ośrodek w Truro a dystrykt został zlikwidowany.

## Miasta dystryktu
- Launceston
- Bude
- Bodmin
- Padstow